# Reckless : La Loi de Charleston
Pour les articles homonymes, voir Reckless.
Reckless : La Loi de Charleston (Reckless) est une série télévisée américaine en treize épisodes de 42 minutes créée par Dana Stevens et diffusée entre le 29 juin et le 13 septembre 2014 sur le réseau CBS et en simultané au Canada sur le réseau Global.
Au Québec, la série est diffusée depuis le 26 mai 2015 sur Séries+, en France, depuis le 9 août 2015 sur Téva et en clair depuis le 3 octobre 2016 sur M6 et en Belgique depuis le 14 août 2016 sur RTL-TVI.

## Synopsis
À Charleston, en Caroline du Sud, une jeune et séduisante avocate et un procureur, séduisant aussi, ont une irrésistible attirance mutuelle, cependant ils travaillent tous deux pour des clients en confrontation. Un scandale sexuel se passe au sein du commissariat de la ville et comprend un grand nombre de personnels y travaillant. Avec cette affaire, on découvre peu à peu les secrets de cette ville qui, en apparence, a l'air si normale.

## Distribution

### Acteurs principaux
- Anna Wood (en) (VF : Laurence Dourlens) : Jamie Sawyer
- Cam Gigandet (VF : Axel Kiener) : Roy Rayder
- Shawn Hatosy (VF : Guillaume Lebon) : Terry McCandless
- Adam Rodriguez (VF : Cyrille Artaux) : Preston Cruz
- Georgina Haig (VF : Olivia Nicosia) : Lee Anne Marcus
- Kim Wayans (VF : Maïté Monceau) : Vi Briggs
- Gregory Harrison (VF : Guy Chapellier) : Decatur « Dec » Fortnum
- Michael Gladis (VF : Denis Laustriat) : Holland Knox

### Acteurs récurrents
- Falk Hentschel (VF : Julien Meunier) : Arliss Fulton (8 épisodes)
- Debra Monk (VF : Josiane Pinson) : Juge Gertrude Moss (5 épisodes)
- Isabel Myers : Julia Rayder (5 épisodes)
- Chloe Perrin : Marie Rayder (5 épisodes)
- Linda Purl (VF : Céline Monsarrat) : Barbara Fortnum (4 épisodes)
- Kelly Rutherford (VF : Céline Duhamel) : Joyce Reed (4 épisodes)
- Emily Baldoni (VF : Caroline Victoria) : Nancy Davis (4 épisodes)
- David Keith (VF : Éric Peter) : Pat McCandless (4 épisodes)
- Susan Walters (VF : Ariane Deviègue) : Lindsay Adams (4 épisodes)
- Rick Gomez (VF : Marc Saez) : Russ Waterman (3 épisodes)
- Onira Tares (VF : Camille Donda) : Alana Briggs (3 épisodes)

 Source et légende : version française (VF) sur RS Doublage et Doublage Séries Database

## Fiche technique
- Scripteur du pilote : Dana Stevens
- Réalisateur du pilote : Catherine Hardwicke
- Producteurs exécutifs : Kim Moses, Ian Sander, Corey Miller et Catherine Hardwicke
- Société de production : CBS Television Studios

## Développement

### Production
Le projet a débuté en septembre 2012. CBS a commandé le pilote en février 2013, a commandé la série le 12 mai 2013 et a annoncé trois jours plus tard lors des Upfronts qu'elle sera diffusée à la mi-saison.
Le 9 octobre 2014, la série est annulée.

### Casting
Les rôles ont été attribués dans cet ordre : Cam Gigandet et Michael Gladis, Kim Wayans et Georgina Haig, Shawn Hatosy, Anna Wood, Gregory Harrison et Adam Rodriguez.
En octobre 2013, Bess Armstrong décroche un rôle récurrent.

### Tournage
Le tournage du pilote a débuté le 22 mars 2013 à Charleston (Caroline du Sud).

## Épisodes
1. Meilleurs Ennemis (Pilot)
2. Entre deux feux (Parting Shots)
3. L'Arrangement (Stand Your Ground)
4. Le Dessous des cartes (Blind Sides)
5. Les Liens du sang (Bloodstone)
6. La Théorie du complot (Family Plot)
7. En eaux profondes (Deep Waters)
8. Un moment de faiblesse (When the Smoke Clears)
9. Dans l'œil du cyclone (Damage Control)
10. 51 pour cent (Fifty-One Percent)
11. Liaisons dangereuses (And So It Begins)
12. Le Verdict (Partie 1) (Civil Wars: Part 1)
13. Le Verdict (Partie 2) (Civil Wars: Part 2)

## Audiences
Le pilote n'a attiré que 3,99 millions de téléspectateurs avec une cote de 0.6 parmi les 18 à 49 ans, finissant dernier parmi les quatre réseaux. Le deuxième épisode a réuni 3,77 millions de téléspectateurs, finissant aussi dernier. CBS décide par la suite de déplacer la série une heure plus tard considérant les histoires plus adultes que Unforgettable.